# ۲۸ ربیع‌الاول
۲۸ ربیع‌الاول، بیست و هشتمین روز از ماه ربیع‌الاول در تقویم هجری قمری است.
در تقویم هجری قمری قراردادی این روز هشتاد و هفتمین روز سال است.

## وقایع
- ۱۳۲۵ – آغاز تحصن اهالی آذربایجان در تلگرافخانهٔ تبریز به منظور فشار به مجلس شورای ملی برای تکمیل متمم قانون اساسی مشروطه[۱]

## درگذشتگان
- ۵۶۰ - امین‌الدوله بن تلمیذ، پزشک برجسته، موسیقی‌دان، ادیب، شاعر و نویسندهٔ چندزبان‌دان عراقی.